# أشتون هيليارد وليامز
أشتون هيليارد وليامز هو محامي وقاضي وسياسي أمريكي، ولد في 15 أغسطس 1891 في ليك سيتي في الولايات المتحدة، وتوفي في 25 فبراير 1962. نشط حزبياً في الحزب الديمقراطي. وقد انتخب عضو مجلس نواب كارولاينا الجنوبية ‏.